# Sljeme (Stubičke Toplice)
Sljeme est un village de la municipalité de Stubičke Toplice (comitat de Krapina-Zagorje) en Croatie. 

## Description
Au recensement de 2011, le village comptait 22 habitants.